# Adam Müller (Volkssänger)
Adam Müller (* 1878 in München; † Dezember 1953 ebenda) war ein deutscher Volkssänger und Humorist.

## Leben
Müller war von Beruf Buchhalter, trat aber in seiner Freizeit als Volkssänger und Humorist auf. Seine Texte verfasste er größtenteils selber. Wegen dieser Fertigkeit wurde er während des Ersten Weltkrieges zur Truppenbetreuung in Lazaretten herangezogen. Öffentlich trat er dann nach dem Kriege im legendären Alten Simpl in München auf, wohin ihn dessen Wirtin, Kathi Kobus, engagiert hatte.
Müller fiel durch seine gewählte und variantenreiche Sprache auf. Seine Gegenstände waren das Münchener Alltagsleben ebenso wie seine Höhepunkte: Straßenbahnfahren und Oktoberfest, Behördengang und die Begegnung mit der Fremdsprache.
Er gründete 1920 den „Münchner Künstler-Ring“ im Ring-Hotel am Sendlinger Tor. Im Verlag des „Künstler-Rings“ gab er eine Sammlung seiner humoristischen Vorträge unter dem Titel „Servus, drei Quart’l“ heraus; eine volkstümliche Redewendung, die auf ihn zurückgeht. Am bekanntesten davon wurde sein Vortrag über eine Trambahnfahrt durch München auf der „Siebener Linie“, lange bevor der Weiß Ferdl die Münchener „Linie 8“ besang. 1926 machte der „Künstler-Ring“ bankrott und musste schließen.
Am 16. April 1943 trat er in Nürnberg im Kabarett im Hotel Wittelsbach, Pfannenschmiedsgasse 22, in Rahmen einer Deutschlandtournee mit Fritz Kohler als Conferencier „in neuer Vortragsfolge“ auf.

## Werke
- Servus, drei Quart’l! Heitere Vorträge. München Künstler-Ring-Verlag, München 1920, 2. Auflage 1922. 78 S. In 8°.

Müller hat Ende der 1920er Jahre mehrere Schallplatten für die „Grammophon“-Gesellschaft mit seinen Vorträgen besprochen:
- Behörden, Grammophon 22 276 / B 46 939 (mx. 2041 BK) Mechan.Copt.1929, aufgen. München, 4/1929
- Bajuvarisch französisch, Grammophon 22 276 / B 46 940 (mx. 2042 BK) Mechan.Copt.1929, aufgen. München, 4/1929
- Auf der Oktoberwiese, I. Teil, Grammophon 22 277 / B 46 941 (mx. 2043 BK) Mechan.Copt.1929, aufgen. München, 4/1929
- Auf der Oktoberwiese II. Teil, Grammophon 22 277 / B 46 942 (mx. 2044 BK) Mechan.Copt.1929, aufgen. München, 4/1929.
- Auf der Straßenbahn, I.Teil / In der Siebener Linie, I.Teil, Grammophon 22 278 / B 46 943 (mx. 2048 BK).  Mechan.Copt.1929, aufgen. in München, 4/1929
- Auf der Straßenbahn, II.Teil / In der Siebener Linie, II.Teil, Grammophon 22 278 / B 46 944 (mx. 2049 BK), Mechan.Copt.1929, B 46944, aufgen. in München, 4/1929
- Auf der Straßenbahn (auch: Auf der Straßenbahn, I.Teil / In der Siebener Linie, I.Teil), Grammophon 2389-A (mx. 2048 BK), Mechan.Copt.1929, aufgen. in München, 4/1929.
- Auf der Straßenbahn (auch: Auf der Straßenbahn, II.Teil / In der Siebener Linie, II.Teil), Grammophon 2389-B (mx. 2049 BK) Mechan.Copt.1929, aufgen. in München, 4/1929, auch auf Gr 22 278 (HG 3285), Polydor 22 278 (HG 6198) veröffentlicht.

### Wiederveröffentlichung
Die Siebener-Linie von Adam Müller ist als track 23 enthalten in der CD Rare Schellacks – München – Szenen & Vorträge Trikont US-0263 Herausgeber: Andreas Koll, Achim Bergmann. CD im Digipak mit ausführlichem Booklet